# ALL TIME BEST 〜Martini Dictionary〜
『ALL TIME BEST 〜Martini Dictionary〜』（オール タイム ベスト マティーニ ディクショナリー）は、2015年3月4日にエピックレコードジャパンから発売された、日本の歌手鈴木雅之初のオールタイム・ベスト。

## 解説
シャネルズでのデビューから35周年を迎える鈴木雅之の初のオールタイム・ベストで、シャネルズ、ラッツ&スターからソロまで、すべての時代の曲を完全網羅した作品である。初回生産限定盤と通常盤の2形態で発売されており、初回生産限定盤はボーナスCDが付属した豪華スペシャルパッケージ仕様で、通常盤は初回生産版のみスリーヴケースが付属していた。
鈴木雅之の『第58回日本レコード大賞』での『最優秀歌唱賞』の受賞を記念して、初回生産限定盤が2016年12月19日にアンコール・プレスされた。

## 収録曲

### Disc.1（シャネルズ〜ラッツ&スター）
1. You'll Be Mine 〈ラッツ&スター〉
  - （from the album「RATS ENTERTAINMENT SING! SING! SING!」（1985.5.22リリース）
2. ランナウェイ 〈シャネルズ〉
  - （1980.2.25リリース） - パイオニアラジカセ「ランナウェイ」CMソング
3. トゥナイト 〈シャネルズ〉
  - （1980.6.21リリース）
4. 街角トワイライト 〈シャネルズ〉
  - （1981.1.21リリース）
5. 夢見る16歳 〈シャネルズ〉
  - （from the album「Heart & Soul」 1981.3.21リリース）
6. ハリケーン 〈シャネルズ〉
  - （1981.5.21リリース）
7. 涙のスウィート・チェリー 〈シャネルズ〉
  - （1981.9.21リリース）
8. MAMMA 〈シャネルズ〉
  - （from the album「Hey!ブラザー」 1981.12.10リリース）
9. 憧れのスレンダー・ガール 〈シャネルズ〉
  - （1982.3.21リリース）
10. サマー・ホリデー 〈シャネルズ〉
  - （1982.7.1リリース）
11. 週末ダイナマイト 〈シャネルズ〉
  - （1982.11.21リリース）
12. 涙でハッピー・バースデー 〈シャネルズ〉
  - （from the single「週末ダイナマイト」B Side 1982.11.21リリース）
13. 星くずのダンス・ホール 〈シャネルズ〉
  - （from the album「ダンス!ダンス!ダンス!」 1982.12.1リリース）
14. め組のひと 〈ラッツ&スター〉
  - （1983.4.1リリース） - 資生堂´83サマーキャンペーン・イメージソング
15. Tシャツに口紅 〈ラッツ&スター〉
  - （1983.9.1リリース）
16. 星空のサーカス 〈ラッツ&スター〉
  - （from the album「SOUL VACATION」 1983.11.1リリース）
17. 夢で逢えたら 〈ラッツ&スター〉
  - （1996.4.22リリース） - ライオン・クリスタCF曲

### Disc.2（鈴木雅之）
1. ガラス越しに消えた夏
  - （1986.2.26リリース） - 日清カップヌードルCM
2. Liberty
  - （1987.3.21リリース） - ソニー“VOICE OF CD”キャンペーンソング
3. ロンリー・チャップリン 〈鈴木聖美 with ラッツ&スター〉
  - （from the single「Liberty」B side 1987.3.21リリース） - 銀座ジュエリーマキCF曲
4. Dry・Dry
  - （1988.3.12リリース） - キリン・ビールCFソング
5. Guilty
  - （1988.7.21リリース）
6. 別れの街
  - （1989.9.1リリース） - 銀座ジュエリーマキCF曲
7. プライベートホテル
  - （1990.6.21リリース）
8. もう涙はいらない
  - （1992.5.15リリース） - 日本テレビ系列TVドラマ「刑事貴族3」エンディング・テーマ曲
9. 出会えてよかった
  - （from the album「FAIR AFFAIR」 1992.9.1リリース）
10. さよならいとしのBaby Blues
  - （from the album「FAIR AFFAIR」 1992.9.1リリース）
11. 恋人
  - （1993.4.21リリース） - ローソンCF・関西テレビ・フジテレビ系ドラマ「サスペンス・明日の13章」主題歌
12. 渋谷で5時 〈鈴木雅之&菊池桃子〉
  - （from the album「Perfume」 1993.9.9リリース） - 東京テレメッセージCF曲
13. MIDNIGHT TRAVELER
  - （1993.10.21リリース）
14. 違う、そうじゃない
  - （1994.1.12リリース） - 銀座ジュエリーマキCF曲

### Disc.3（鈴木雅之）
1. 白夜〜離したくない〜
  - （1996.9.30リリース） - ライオン・クリスタCF曲
2. きみがきみであるために
  - （1997.5.8リリース） - テレビ朝日系ドラマ「最高の食卓」主題歌
3. 路（交差点）
  - （from the album「CARNIVAL」 1997.11.21リリース）
4. DUNK
  - （1998.6.3リリース） - アサヒ生ビールCF曲
5. SO LONG
  - （1999.8.21リリース）
6. Boy, I’m gonna try so hard.
  - （2003.11.19リリース） - テレビ朝日系全国ネット「奇跡の扉 TVのチカラ」エンディング・テーマ曲
7. これから
  - （2004.2.4リリース）
8. 君を抱いて眠りたい（2005 a cappella Version） 
  - 〈ラブルネッサンス（from the single「その愛のもとに（with love you）」C/W 2005.3.16リリース） -ラブルネッサンス CF曲
9. Champagne
  - （from the album「Champagne Royale」 2007.3.7リリース）
10. 愛しているのに
  - （from the album「Still Gold」 2009.3.4リリース）
11. キミの街にゆくよ
  - （2010.3.24リリース） -「青森放送「東北新幹線全線開業キャンペーン」イメージソング
12. 十三夜
  - （2012.10.3リリース）
13. 運命の人 〜Anytime You Need Me
  - （from the album「Open Sesame」 2013.5.8リリース） - P&G「ウエラトーン2＋1」CMソング
14. 純愛
  - 作詞・作曲・編曲：斉藤和義
  - 〈新曲〉

### Disc.4（初回生産限定盤のみ）
レア・トラック集
1. When We Are Made As One （A Cappella）
2. Bad Blood
3. Boogie Woogie Teenage
4. SAY YOU, SAY ME
5. Do What You Do
6. Are You Ready
7. Our Love is Special
8. クリスマス音頭
9. Who Put The Bomp "In The Bomp Bomp Bomp"